# Болетин (Косово)
Болетин (алб. Boletin) — село в общине Звечан в регионе Косово, к настоящему времени населённое исключительно албанцами.

## История села

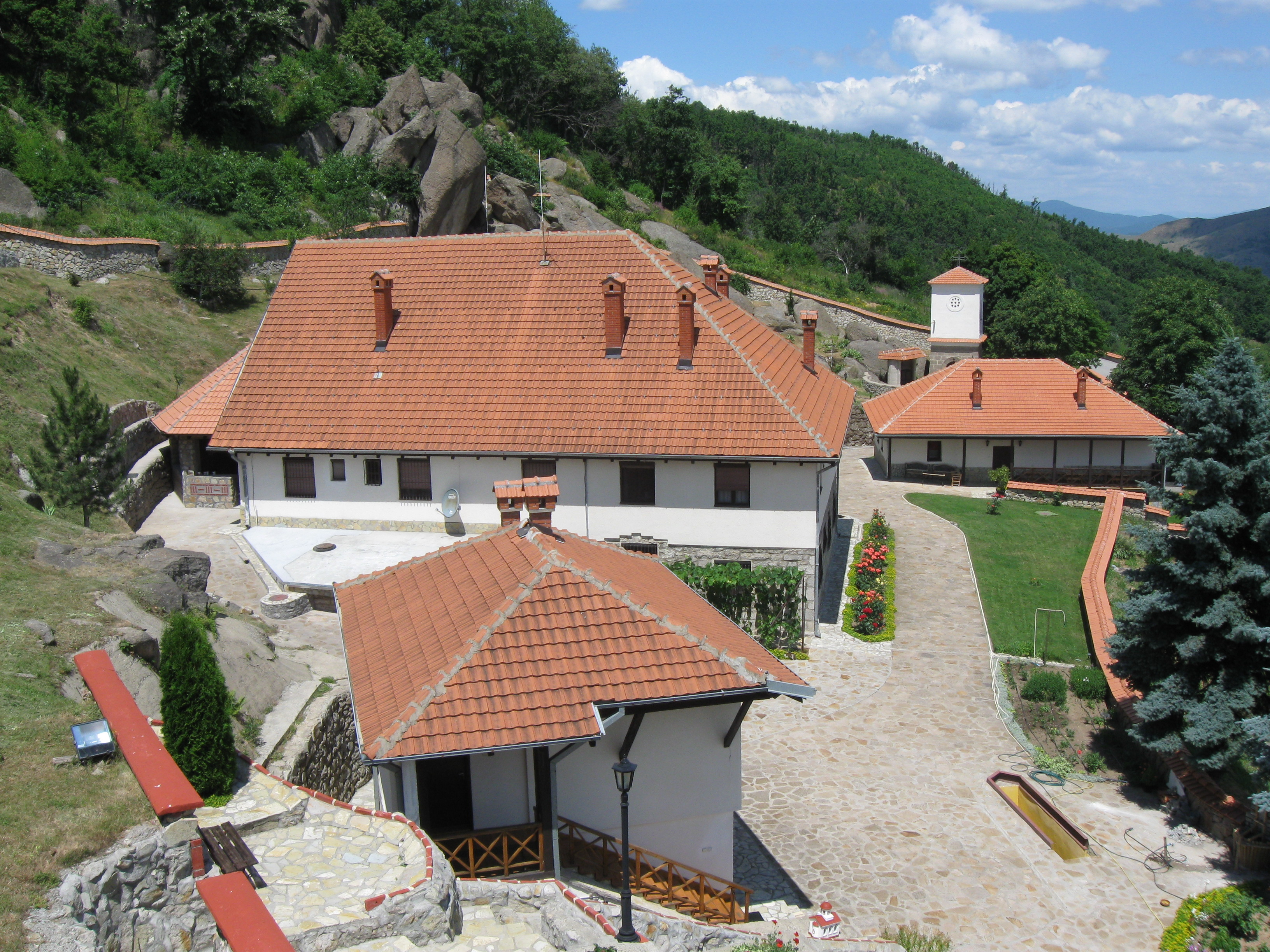
Монастырь Соколица

Изначально село Болетин было основано сербами. Здесь находится монастырь Сербской Православной церкви Соколица (осн. в XIV в.)… Албанизация села началась во времена Турецкого ига. 
В 1689 году партизанские отряды (четы) косовских сербов, принявшие (по призыву патриарха Арсения Черноевича) деятельное участие в последнем Великом Крестовом походе, - вынуждены были навсегда покинуть родимый край. Кайзер Леопольд I расселил своих балканских союзников в различных комитатах Венгрии. (...) В войнах и пожарах пустели сербские сёла, особенно на юге страны, жители эмигрировали в Венгрию, Хорватию, Валахию, Молдавию, Украину, - а на их место перебирались албанские фисы (кланы), вступившие в союз с турками. Таким-то образом перекраивалась этническая карта...
 — пишет К. Э. Козубский.
В Косовском Болетине (не путать с одноименным македонским селом) 15 января 1864 г. родился Иса Болетини — косовско-албанский полевой командир, военный министр переходного правительства Албании… Дом, где Болетини появился на свет, сохранился до сего дня. Он находится в непосредственной близости от монастыря Соколицы.
С 1912 года Болетин - в составе Сербии. С 1999 года не подчиняется сербской администрации. На 2011 год в селе проживало 43 человека - исключительно албанцы.

## Галерея

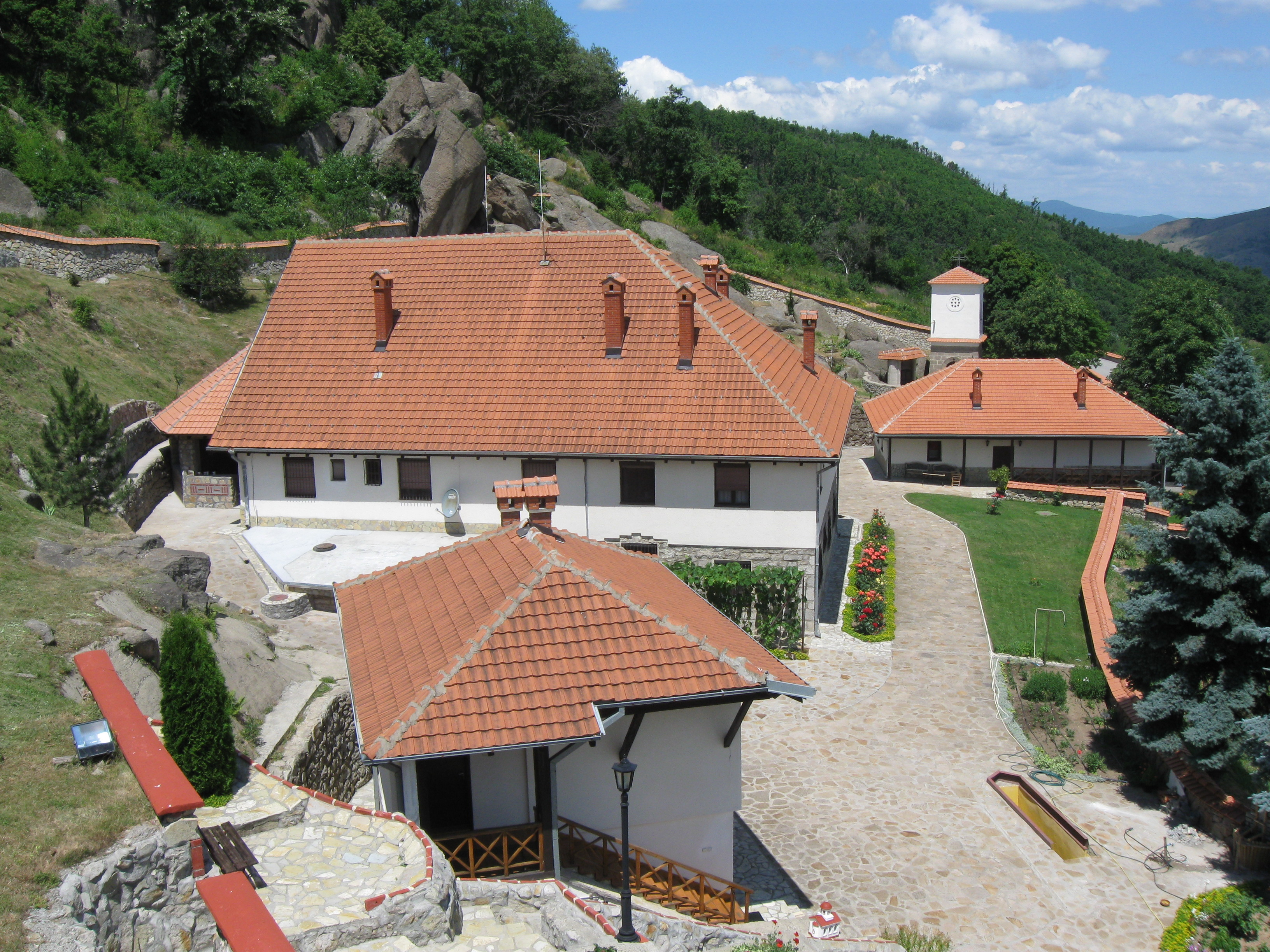
Монастырь Соколица
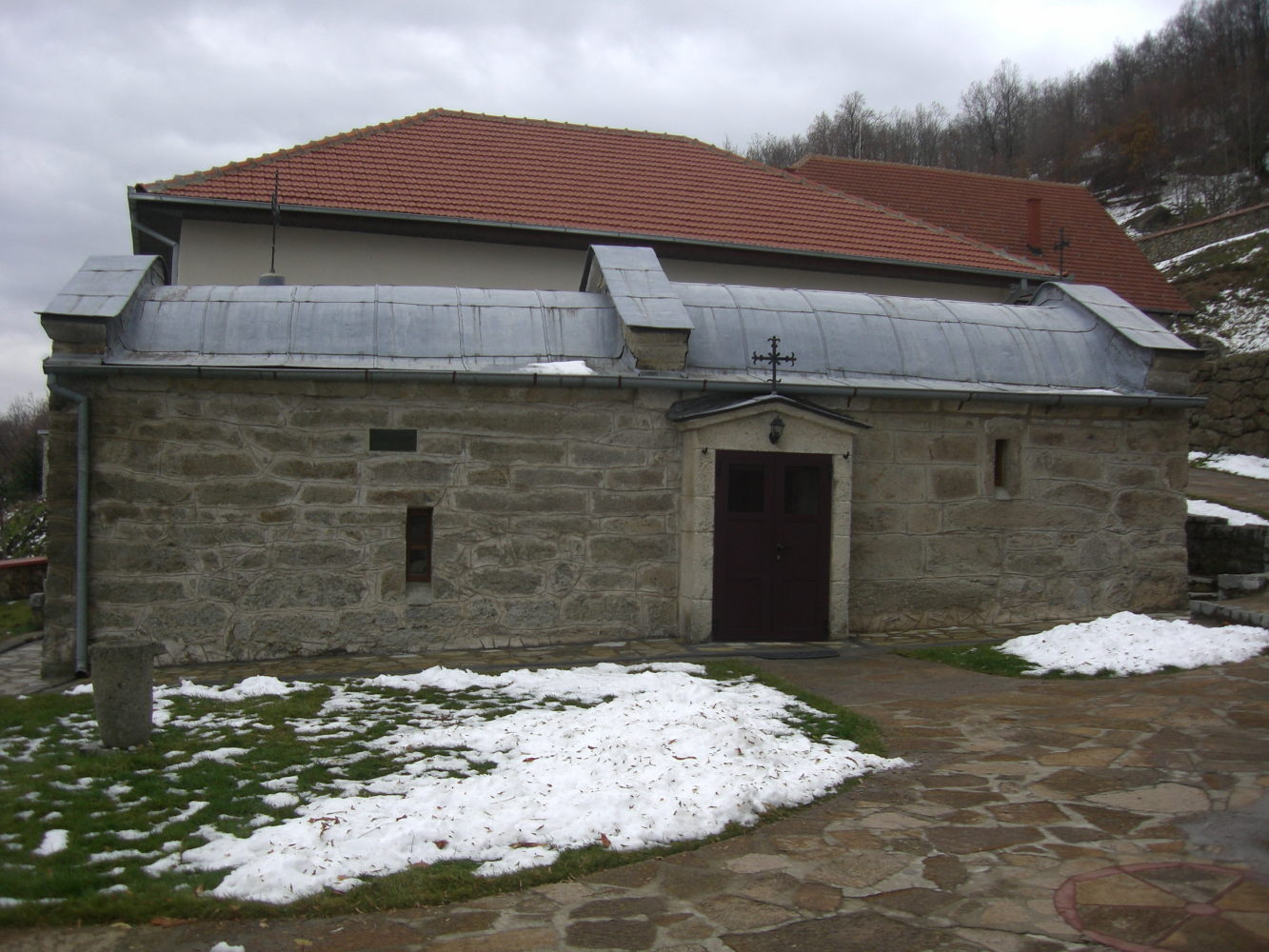
Соколица. Монастырская церковь
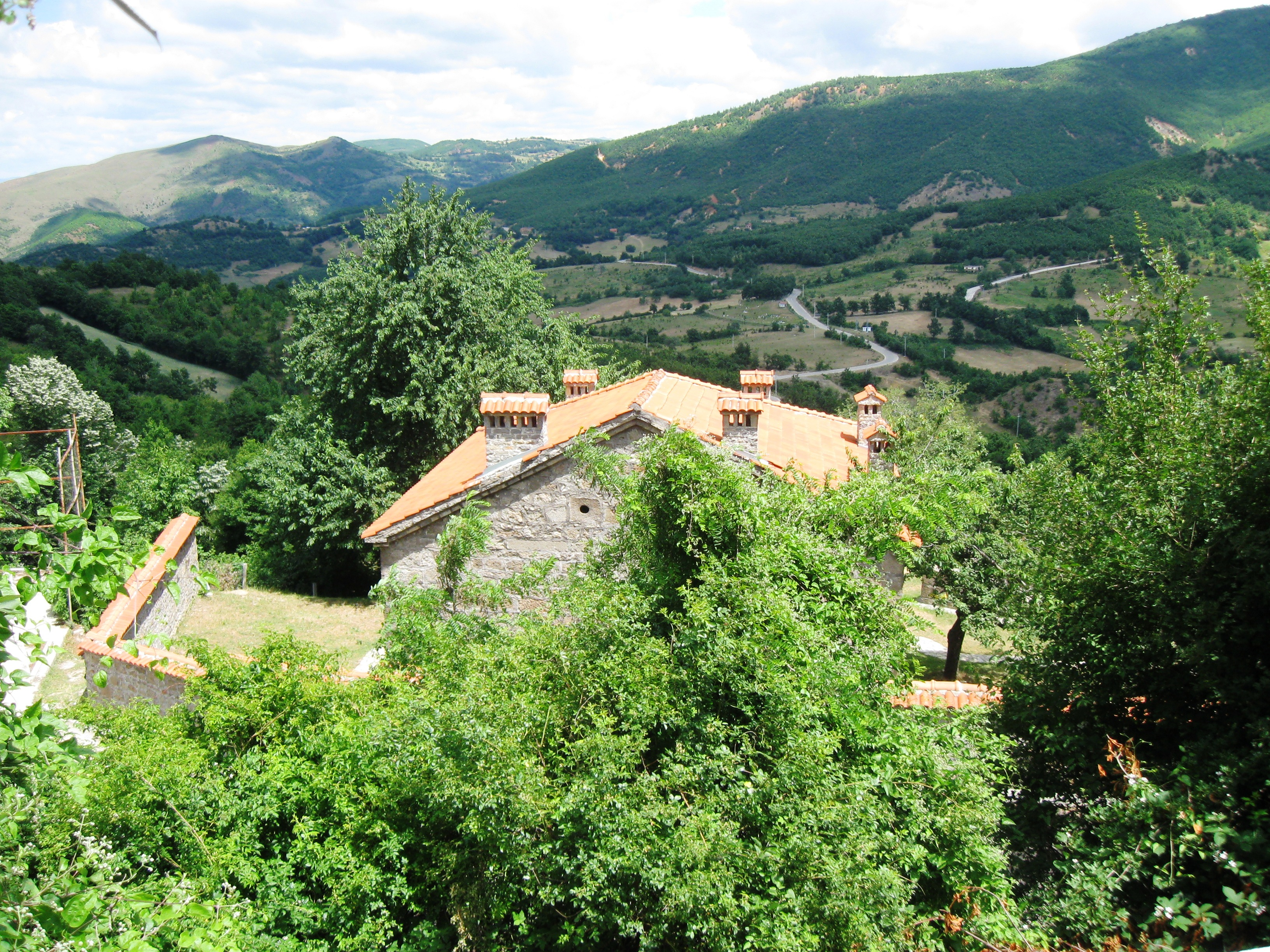
Дом Исы Болетини, отреставрированный в 2009 г.